# Jonas Baltušis
Jonas Baltušis (* 1926 in Pandėlys, Rajongemeinde Rokiškis; † 2004 in Kaunas) war ein litauischer Bibliothekar.

## Leben
Nach dem Abitur an der Mittelschule absolvierte Jonas Baltušis 1961 das Diplomstudium an der Vilniaus universitetas in der litauischen Hauptstadt Vilnius.
Von 1951 bis 1952 leitete er eine Abteilung der  Bibliothek von Oblast Kaunas und von 1975 bis 1976 war er Direktor. Von 1976 bis 1982 leitete er als Direktor die Litauische Martynas-Mažvydas-Nationalbibliothek in Vilnius. Von 1976 bis 1990 war er Chefredakteur von „Bibliotekų darbas“. Ab 1973 lehrte er an der Fakultät Kaunas der Vilniaus universitetas und von 1982 bis 1988 am Institut für Weiterbildung der litauischen Kulturmitarbeiter (Lietuvos kultūros darbuotojų tobulinimosi institutas).

## Quelle
- Stanislavas Dubauskas. Jonas Baltušis. Visuotinė lietuvių enciklopedija, T. II (Arktis-Beketas). – Vilnius: Mokslo ir enciklopedijų leidybos institutas, 2002. 585 psl.

| Personendaten    | Personendaten                    |
| ---------------- | -------------------------------- |
| NAME             | Baltušis, Jonas                  |
| KURZBESCHREIBUNG | litauischer Bibliothekar         |
| GEBURTSDATUM     | 1926                             |
| GEBURTSORT       | Pandėlys, Rajongemeinde Rokiškis |
| STERBEDATUM      | 2004                             |
| STERBEORT        | Kaunas                           |